# Curro Segura
Francisco Segura Gómez, detto Curro (Granada, 7 aprile 1972), è un allenatore di pallacanestro spagnolo.

## Palmarès
- Copa Princesa de Asturias: 1

Betis Siviglia: 2019